# Stylosiphonia
Stylosiphonia là một chi thực vật có hoa trong họ Thiến thảo (Rubiaceae).

## Loài
Chi Stylosiphonia gồm các loài: